# Hoplosternodes splendens
Hoplosternodes splendens is een keversoort uit de familie bladsprietkevers (Scarabaeidae). De wetenschappelijke naam van de soort is voor het eerst geldig gepubliceerd in 1946 door Burgeon.